# Alfred Gottwaldt
Alfred Bernd Gottwaldt (né le 4 octobre 1949 à Berlin et mort le 16 août 2015 à Berlin,) est un avocat et historien allemand.

## Biographie
Gottwaldt étudie le droit, les sciences politiques et l'histoire moderne à l'Université de Francfort-sur-le-Main. À cette époque, il s'intéresse déjà à l'histoire ferroviaire pendant son temps libre et peu après sa création, il devient membre de la DGEG (de). Après ses études, il travaille d'abord comme avocat. À la fin des années 1970, il reprend Lok Magazin (de) en tant que rédacteur pendant plusieurs années. De 1983 à 2014, en tant que conservateur principal à Berlin, il dirige le département des transports ferroviaires du Musée des transports et de la technologie (depuis 1996, le Musée allemand des techniques de Berlin). Pour la première fois, le rôle de la Deutsche Reichsbahn dans l'Holocauste est discuté et présenté dans une exposition organisée dans un musée technologique allemand. En 1985, il participe au développement de l'exposition « Train du temps - Temps des trains » pour le 150e anniversaire des chemins de fer allemands à Nuremberg. En 2007, il conçoit l'exposition itinérante « Sonderzüge in den Tod (de) » pour la Deutsche Bahn. Il obtient son doctorat en 2010 à la TU Berlin. Gottwaldt travaille également comme conférencier et consultant pour le mémorial Yad Vashem à Jérusalem. Gottwaldt est également membre du conseil d'administration de la Fondation du Musée ferroviaire de Bochum (de).

## Orientation scientifique
Dans ses nombreuses publications, Gottwaldt se concentre principalement sur la Deutsche Reichsbahn avant 1945 et sur la période du national-socialisme. Outre la présentation de l'évolution technique, notamment du parc de véhicules de la Reichsbahn, ainsi que de l'histoire culturelle du chemin de fer, de la contribution de la Deutsche Reichsbahn à la déportation des Juifs d'Allemagne et d'autres pays européens constitue un objectif particulier du travail de Gottwaldt. L'élément déclencheur de l'étude approfondie de ce sujet est son travail sur les locomotives de guerre de la Reichsbahn, publié pour la première fois en 1970 et révisé et réédité plusieurs fois au cours des années suivantes, dont la production a lieu avec la participation importante de travailleurs forcés. Dans ses œuvres, Gottwaldt se penche sur le sort individuel de cheminots persécutés tels qu'Ernst Spiro (de) et Paul Levy (de) ainsi que sur les questions juridiques, logistiques et techniques des déportations et des transports. Les autres travaux de Gottwaldt concernent les hauts fonctionnaires et les techniciens de la Reichsbahn d'avant et d'après-guerre. Il élabore des notices biographiques du ministre des Transports du Reich Julius Dorpmüller, le « père des locomotives standard (de) », de Richard Paul Wagner (de) et de ses deux successeurs à la Deutsche Bundesbahn, Friedrich Witte (de), et à la Deutsche Reichsbahn en RDA, Hans Schulze (de), qui conçoivent chacun la dernière série de locomotives à vapeur a une influence significative dans les deux parties de l'Allemagne.

## Publications (sélection)
- Kriegslokomotiven. Entstehung und Schicksal der deutschen Lokomotivtypen des 2. Weltkrieges. Frank, Stuttgart 1970,  (ISBN 3-440-03686-3).
- Die Lübeck-Büchener Eisenbahn. Privatbahn als Wegbereiter neuer Verkehrstechniken. Alba, Düsseldorf 1975, (ISBN 3-87094-029-2) édité erroné.
- 100 Jahre deutsche Elektro-Lokomotiven. Eine Geschichte in 250 Fotografien von 1879 bis 1979. Frank, Stuttgart 1979,  (ISBN 3-440-04696-6).
- Deutsche Kriegslokomotiven 1939-1945. Lokomotiven, Wagen, Panzerzüge und Geschütze (Entwurf, Bau und Verwendung). Dritte, stark veränderte Auflage. Stuttgart, Franckh, 1983. Francks Eisenbahnbibliothek Produktcode „Gottwaldt, Kriegslok 1“.  (ISBN 3 440 05160 9)
- Deutsche Eisenbahnen im Zweiten Weltkrieg. Rüstung, Krieg und Eisenbahn (1939-1945). 2. Auflage. Stuttgart, Franckh, 1985. Francks Eisenbahnbibliothek Produktcode „Gottwaldt Kriegslok 2 VH“.  (ISBN 3-440-05161-7)
- (avec Hermann Kuom et Karsten Risch): Die S-Bahn in Berlin. Ende und Neubeginn eines legendären Verkehrsmittels. Kohlhammer, Stuttgart / Berlin / Cologne / Mayence 1984,  (ISBN 3-17-008344-9).
- Deutsche Kriegslokomotiven 1939–1945. Lokomotiven, Wagen, Panzerzüge und Geschütze. Entwurf, Bau und Verwendung. Frank, Stuttgart 1993,  (ISBN 3-440-04044-5). (= Die Eisenbahn im Zweiten Weltkrieg.)
- Berlin, Anhalter Bahnhof. Alba, Düsseldorf 1994,  (ISBN 978-3-87094-226-7).
- (avec Petra Rösgen): Salonwagen 10205 (de). Von der Schiene ins Museum. 4. Auflage, Stiftung Haus der Geschichte der Bundesrepublik Deutschland, Bonn 2007 (Erstauflage 1994),  (ISBN 978-3-937086-15-6).
- Deutsche Kriegslokomotiven 1939 bis 1945. Transpress, Stuttgart 1996,  (ISBN 3-440-07941-4).
- (avec Horst Bosetzky): Noch jemand ohne Fahrschein? Straßenbahn-Erinnerungen. Jaron Verlag, Berlin 1997,  (ISBN 978-3-932202-16-2)
- (avec Paul Dost, Walter Ess et Karl Sander): Heeresfeldbahnen. Bau und Einsatz der militärischen Schmalspurbahnen in zwei Weltkriegen. Transpress, Stuttgart 1998,  (ISBN 3-613-70818-3 et 978-3-613-01080-2).
- (avec Diana Schulle): Die „Judendeportationen“ aus dem Deutschen Reich von 1941–1945. Eine kommentierte Chronologie. Marix, Wiesbaden 2005,  (ISBN 978-3-86539-059-2).
- (für die Gedenk- und Bildungsstätte der Wannsee-Konferenz): NS-Gewaltherrschaft. Beiträge zur historischen Forschung und juristischen Aufarbeitung. Edition Hentrich, Berlin 2005,  (ISBN 978-3-89468-278-1).
- (avec Diana Schulle): „Juden ist die Benutzung von Speisewagen untersagt“. Die antijüdische Politik des Reichsverkehrsministeriums zwischen 1933 und 1945. (veröffentlichte Fassung eines vom Bundesministerium für Verkehr, Bau und Stadtentwicklung beauftragten Gutachtens) Hentrich & Hentrich, Teetz 2007,  (ISBN 978-3-938485-64-4).
- Der deutsche „Viehwaggon“ als symbolisches Objekt in KZ-Gedenkstätten, in: Gedenkstättenrundbrief, Nr. 139 (Oktober 2007), p. 18ff und Nr. 140 (Dezember 2007), S. 3ff.
- (avec Ursula Bartelsheim):  Eisenbahner gegen Hitler. Widerstand und Verfolgung bei der Reichsbahn 1933–1945. Marix, Wiesbaden 2009,  (ISBN 978-3-86539-204-6).
- Dorpmüllers Reichsbahn. Die Ära des Reichsverkehrsministers Julius Dorpmüller 1920–1945. EK-Verlag, Freiburg im Breisgau 2009,  (ISBN 978-3-88255-726-8).
- Die Reichsbahn und die Juden 1933–1939. Antisemitismus bei der Eisenbahn in der Vorkriegszeit. Marix, Wiesbaden 2011,  (ISBN 978-3-86539-254-1), zugleich Dissertation an der Technischen Universität Berlin unter dem Titel Zur Rolle der Reichsbahn innerhalb der deutschen Judenpolitik während der „Friedensjahre“ von 1933 bis 1939. Berlin, 2010. (OCLC 918510740)
  - Zur Rolle der Reichsbahn innerhalb der deutschen Judenpolitik während der „Friedensjahre“ von 1933 bis 1939 (Abstract) PDF, 1 Seite.
  - Ein zweiter Band über die Rolle der Reichsbahn bei der Vernichtung der Juden 1939–1945 war beim Tod Alfred Gottwaldts weitgehend fertiggestellt[5]
- Wagners (de) Einheitslokomotiven. Die Dampflokomotiven der Reichsbahn und ihre Schöpfer. EK-Verlag, Freiburg im Breisgau 2012,  (ISBN 978-3-88255-738-1).
- Das war die DB. Teil: 1951–1952. (insgesamt 21 Bände, 1945–1992) GeraMond, München 2012,  (ISBN 978-3-86245-005-3).
- Das Berliner U- und S-Bahnnetz. Eine Geschichte in Streckenplänen von 1888 bis heute. Transpress, Stuttgart 2013,  (ISBN 3-613-71449-3).
- Ernst Spiro (de). Ein jüdischer Reichsbahndirektor. (herausgegeben vom Centrum Judaicum) Hentrich & Hentrich, Berlin 2014,  (ISBN 978-3-95565-044-5) (= Jüdische Miniaturen, Band 150).
- Paul Levy. Ingenieur der Hedschasbahn und der Reichsbahn. Herausgegeben vom Centrum Judaicum. Hentrich & Hentrich, Berlin 2014,  (ISBN 978-3-95565-065-0) (= Jüdische Miniaturen, Volume 155).
- Benno Orenstein (de). Ein jüdischer Lokomotivbauer. Herausgegeben vom Centrum Judaicum. Hentrich & Hentrich, Berlin 2015,  (ISBN 978-3-95565-090-2) (= Jüdische Miniaturen, Volume 166).
- Wittes (de) Neubaulokomotiven. Die letzten Dampfloks der Deutschen Bundesbahn und ihre Schöpfer 1949 bis 1977. EK-Verlag, Freiburg im Breisgau 2014,  (ISBN 978-3-88255-772-5).
- Mahnort Güterbahnhof Moabit. Die Deportation von Juden aus Berlin. (= Stiftung Topographie des Terrors, Notizen, Volume 8.) Hentrich & Hentrich, Berlin 2015,  (ISBN 978-3-95565-054-4).